# Staatsanwaltschaft (Albanien)
In Albanien ist die Staatsanwaltschaft (albanisch Prokuroria e Përgjithshme) die höchste Anklagebehörde, welche die rechtliche Verfolgung ausübt und im Namen des Staates die Anklage vor Gericht vertritt. Der vorsitzende Staatsanwalt wird vom Präsidenten vorgeschlagen und vom Parlament genehmigt. Der Sitz befindet sich in der Hauptstadt Tirana. Amtierender vorsitzender Staatsanwalt ist Olsin Çela seit Dezember 2019.

## Organisation
Die Staatsanwaltschaft ist in die Anwaltschaften der Kreisgericht untergeordnet, von denen es 31 gibt. Eigene Sektionen der Staatsanwaltschaft bilden die Appellationsanwaltschaft und die Anwaltschaft für schwere Verbrechen.
Das Amt des vorsitzenden Staatsanwalts ist auf sieben Jahre beschränkt.
Die Aufgaben der Staatsanwaltschaft sind im Gesetz Nr. 8737 der Verfassung Albaniens geregelt, das am 12. Februar 2001 verabschiedet worden ist.

## Geschichte
Die erste Staatsanwaltschaft in Albanien wurde am 10. Mai 1913 gegründet, einige Monate nach der Unabhängigkeit des Landes.
Am 23. November 2007 übernahm Ina Rama das Amt der vorsitzenden Staatsanwältin. 2012 wurde sie von Adriatik Llalla abgelöst, der bis 2017 amtierte und später wegen Korruption verurteilt wurde. Nach ihm hat Arta Marku vorübergehend die Position eingenommen.